# Daalsedijk

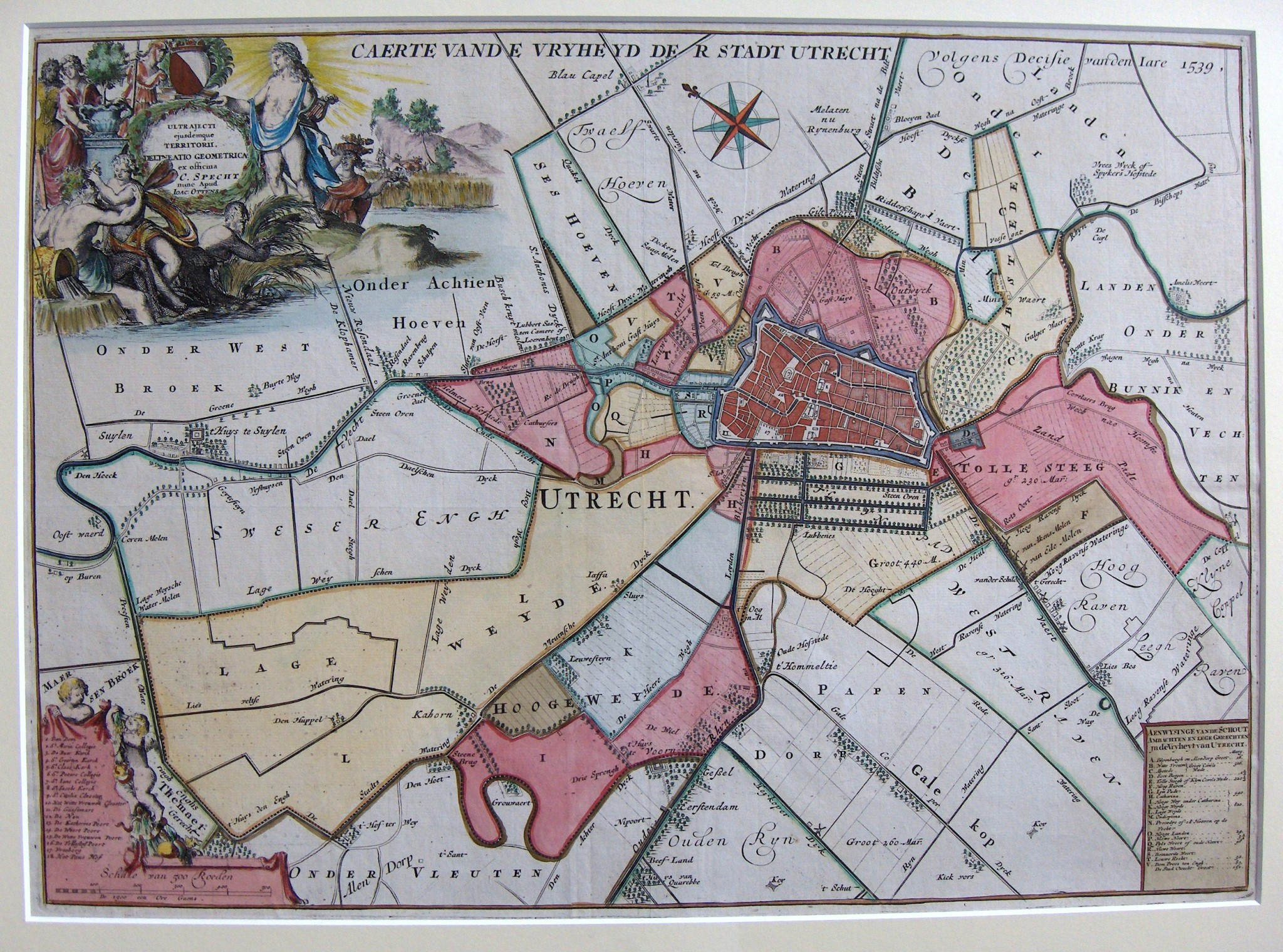
De Daalsedijk op een kaart uit ca. 1708

De Daalsedijk was een weg in Utrecht. De weg werd aangelegd rond 1200 en werd in de vijftiende eeuw de belangrijkste route van de voormalige Catharijnepoort in Utrecht naar Amsterdam totdat deze functie in 1812 werd overgenomen door de kaarsrechte Amsterdamsestraatweg. De dijk ontleent zijn naam aan het voormalige klooster Mariëndaal. Vanaf 1863 werd de Daalsedijk doorsneden door de spoorlijn Utrecht - Amersfoort die de overgebleven straat verdeelt in 1ste en 2de Daalsedijk. In 2008 werd de Daalsedijk Route aangelegd met markeringen, plaquettes en een muurschildering.

## Ligging
De weg voerde van de Vleutense- en Leidsevaart bij het huidige Smakkelaarsveld door het huidige bedrijventerrein Leidseveer en wordt thans zichtbaar in de buurten 1e Daalsebuurt en de 2e Daalsebuurt als de eerdergenoemde 1e en 2e Daalsedijk. Na de kruising met de Amsterdamsestraatweg, bij de watertoren, ging de Daalsedijk vroeger verder door de thans bebouwde Groen van Prinstererstraat en omgeving. De Daalsedijk wordt weer zichtbaar in de huidige stratenligging bij de Johannes Uitenbogaertstraat en de Edisonstraat. In de voormalige gemeente Zuilen heette de Daalsedijk de Daalseweg en iets voorbij hofstede Daelwijck aan de Burgemeester Norbruislaan wordt de oude Daalseweg weer zichtbaar. Deze loopt via Oud-Zuilen naar Op Buuren.

## Boekje
In 2009 verscheen van de gemeente Utrecht een boekje met de naam "De Daalsedijkroute" met als ondertitel "Een tocht langs 1000 jaar geschiedenis". De wandelaar of fietser kan de route, die gemarkeerd is met gedenkstenen, volgen. Het boekje is in het Museum van Zuilen te koop in een nieuwe uitgave.